# Khoshkebidjar
Khoshkebidjar (en persan : خشکبیجار Xoškebijâr) est une localité de la préfecture de Rasht, dans la province de Guilan en Iran. Elle est la capitale du district de Khoshk-e Bijar.
Au recensement de 2006, sa population était de 7 478 personnes réparties dans 2 186 ménages. Le recensement suivant en 2011 a dénombré 7 133 personnes dans 2 315 ménages. Le dernier recensement de 2016 a montré une population de 7 245 personnes réparties dans 2 470 ménages.